# Vampyr (videogioco)
Vampyr è un videogioco action RPG del 2018, sviluppato da Dontnod Entertainment e pubblicato da Focus Home Interactive per PlayStation 4, Xbox One e Windows; nel 2019 ne è stata realizzata una versione anche per Nintendo Switch.

## Trama

### Ambientazione
Il gioco è ambientato a Londra, nel 1918. Il protagonista è Jonathan Reid, un medico specializzato in malattie ematologiche che, per un oscuro motivo a lui ignoto, è stato trasformato in un vampiro. Jonathan è perennemente combattuto tra la sua nuova natura e la sua professione di medico. Il giocatore può scegliere di restare fedele al giuramento di Ippocrate o di dare libero sfogo alla sua natura bestiale.
L'intero gioco ruota attorno ad una grave pandemia di influenza spagnola che ha colpito la città di Londra. Con le sue conoscenze, Jonathan Reid affronterà il contagio e le sue conseguenze, combattuto interiormente tra la sua nuova natura vampiresca e i suoi doveri in quanto medico.
Lo scopo principale del gioco sarà scoprire la reale identità della pandemia e scongiurare una grande minaccia rimasta celata all'essere umano per secoli.

### Storia
Dopo aver prestato servizio come ufficiale medico durante la prima guerra mondiale, Jonathan E. Reid torna a Londra per far visita alla madre Emelyne, della quale, dopo la morte del padre Aubrey, si prende cura il maggiordomo Avery Cork. Mentre percorre la strada verso casa, Jonathan viene aggredito da un vampiro misterioso e trasformato a sua volta in vampiro per poi risvegliarsi nella fossa comune del distretto di Southworth, uccidendo la sorella Mary, venuta a cercarlo, per assorbirne il sangue e riacquisire le forze. Jonathan viene presto braccato dalla Guardia di Priwen, organizzazione segreta di cacciatori di vampiri, ma riesce a sfuggirgli.
Dopo aver tentato di suicidarsi, Jonathan inizia a vagare per le strade. Si reca al pub Torquoise Turtle di Tom Watts e conosce il dottor Edgar Swansea, che si offre di aiutarlo a trovare il suo "creatore" se lui in cambio si unirà al personale del Pembroke Hospital, ormai ultimo baluardo contro l'influenza spagnola. Jonathan accetta.
Jonathan viene a sapere da Edgar che Elisabeth Ashbury, filantropa e principale donatrice del Pembroke Hospital, sta subendo dei ricatti. Jonathan scopre da Harriet Jones, anziana paziente, che la ricattatrice è in realtà l'infermiera Dorothy Crane, che gestisce un dispensario medico clandestino nel quartiere di Whitechapel con l'aiuto del suo amico Darius Petrescu. Jonathan dovrà prendersi cura del destino di Dorothy. Per ricompensarlo, Lady Ashbury risponde alle sue domande riguardo alla specie dei vampiri, dicendogli che esistono più sottospeci: gli Ekon, la specie di vampiri più simili agli uomini a cui Jonathan e Lady Ashbury appartengono, gli Skal, la progenie distorta degli Ekon, i Vulkod, alti e massicci e più simili a licantropi, e le Ichor, deformate e orribilmente sfigurate.
Jonathan viene poi a sapere da Edgar che il funerale di sua sorella, a cui parteciperanno la madre e Avery, si terrà al cimitero di Stonebridge. Jonathan assiste di nascosto al funerale e viene raggiunto da Lady Ashbury, la quale gli consiglia di recarsi alla chiesa di Saint Mary per pregare per sua sorella; durante il tragitto, Jonathan incontra un Vulkod di nome Fergal Bansha che lo minaccia dicendogli di rispettare la volontà di Ascalon. Jonathan prosegue e si confessa con il parroco Larrabee.
Tornato al Pembroke, Edgar incarica Jonathan di trovare il prete Sean Hampton, che potrebbe aver ucciso Harriet Jones, a sua volta scomparsa. Dopo averlo trovato nel suo rifugio notturno al porto dell'East End, Jonathan scopre che Sean è diventato uno Skal e che non ha ucciso Harriet, ma quest'ultima si troverebbe nelle fogne dell'argine. Mentre va a verificare Jonathan si imbatte nuovamente in Fergal Bansha, intenzionato a ripulire le fogne dagli Skal, e lo sconfigge in combattimento. Scopre poi l'esistenza di una comunità di Skal delle fogne capeggiata da Vecchia Bridget, anziana Skal, che gli permette di vedere Harriet. Dopo essere tornato da Sean, Jonathan dovrà prendersi cura del destino del prete.
Nel frattempo, un vampiro misterioso sta uccidendo per le strade. Seguendo le sue tracce fino al cimitero di Stonebridge, Jonathan scopre che il vampiro è in realtà sua sorella Mary, adirata per la sua sorte e intenzionata a sterminare la famiglia Reid. A seconda delle azioni del giocatore Mary può uccidere o risparmiare la madre Emelyne. Dopo un combattimento, Jonathan uccide a malincuore la sorella impalandola con una croce.
Tornato al Pembroke, Jonathan riceve una lettera da Lady Ashbury e la raggiunge alla sua villa nel West End. La donna dice a Jonathan che il Club Ascalon, società segreta composta dall'élite dei vampiri londinesi, vuole incontrarlo dopo aver visto che il suo sangue aveva trasformato la sorella Mary in un Ekon potentissimo, lasciando intendere che il lignaggio di Jonathan è nobile e molto antico. Jonathan si reca così al Club Ascalon e conosce il fondatore Lord Redgrave e il mercante e filantropo Aloysius Dawson. Redgrave gli rivela che Fergal Bansha era in realtà il boia di Ascalon e che la Guardia di Priwen ha indetto una Grande Caccia contro i vampiri perché sospettano che siano responsabili di aver generato un'epidemia di Skal; per porre fine alle tensioni e dissuadere la Guardia di Priwen il Club Ascalon vuole sterminare tutti gli Skal presenti a Londra. Così Redgrave manda Jonathan a sterminare gli Skal del West End: durante le indagini scopre che la fonte del contagio nel West End è l'attrice Doris Fletcher, che Jonathan è costretto a uccidere.
Redgrave incarica Jonathan di trasformare il morente Aloysius Dawson in un Ekon facendogli bere il suo sangue affinché quest'ultimo possa vivere per costruire un muro che separi il West End dai quartieri poveri di Londra, così da isolare l'influenza spagnola. Jonathan può scegliere di restare fedele o meno alla missione: se trasforma Aloysius Dawson in vampiro si guadagnerà la fiducia di Ascalon, ma se lo uccide o lo lascia morire Ascalon lo bandirà e inizierà a dargli la caccia.
Jonathan trova Vecchia Bridget davanti alla residenza dei Dawson, la quale gli dice che la Guardia di Priwen ha attaccato il Pembroke Hospital. Jonathan si precipita all'ospedale e scopre che Edgar è stato rapito. Seguendo le tracce del suo sangue, trova il cacciatore di vampiri e leader della Guardia di Priwen Geoffrey McCullum, il quale gli rivela che ha portato Edgar al teatro di Doris Fletcher e lo accusa di aver creato l'epidemia di Skal assieme a Edgar. I due ingaggiano un combattimento al termine del quale Jonathan può decidere se risparmiare Geoffrey o trasformarlo in vampiro. Jonathan poi si reca al teatro di Doris Fletcher e scopre da un resoconto di McCullum l'esistenza del cavaliere vampiro William Marshal; qui scopre inoltre che Doris era in realtà la figlia di Harriet Jones. Jonathan trova Edgar e quest'ultimo gli rivela che per cercare di curare l'influenza spagnola ha testato le proprietà rigenerative del sangue di vampiro di Lady Ashbury su Harriet Jones, facendola diventare una Ichor; Harriet avrebbe poi infettato la figlia Doris quando questa venne a farle visita in segreto al Pembroke Hospital. Jonathan deve prendersi cura del destino di Swansea.
Jonathan riferisce a Lady Ashbury dell'esperimento di Edgar e quest'ultima, spaventata, fugge a un castello in Scozia di sua proprietà. Jonathan nel frattempo prepara un antidoto contro l'infezione delle Ichor usando il sangue di William Marshal, prendendolo da Lord Redgrave, il sangue di Re Artù, prendendolo da Geoffrey McCullum al cimitero di Stonebridge, e infine dell'insulina, prendendola dall'obitorio del Pembroke Hospital. Jonathan si reca all'acquedotto di Finsbury per chiudere i conti con Harriet e qui gli appare il suo creatore, un'entità incorporea con le corna che afferma di chiamarsi Myrddin Wyllt, che lo avverte che Harriet Jones è diventata un Disastro, una creatura con il solo scopo di risvegliare la Regina Rossa, chiamata anche Mórrígan. Dopo aver ucciso Harriet quest'ultima esplode in un fiume di sangue permettendo all'avatar della Regina Rossa di manifestarsi. Dopo averla sconfitta, Jonathan viene raggiunto da Vecchia Bridget, che gli rivela che lei era la moglie di Lord Redgrave, ma dopo averla trasformata in una Skal egli la ripudiò.
Jonathan raggiunge Lady Ashbury al suo castello in Scozia e scopre che Elisabeth è la progenie di William Marshal, che ora è debole, malnutrito ed estremamente pericoloso. Qui Elisabeth rivela a Jonathan che l'epidemia vampiresca è stata causata dal cosiddetto sangue dell'odio, che proviene dalla Regina Rossa, che ha infettato William Marshal quando la affrontò secoli prima, il quale, a sua volta, ha infettato Elisabeth quando l'ha salvata dalla morte. A seconda delle azioni del giocatore durante il corso del gioco, il finale può assumere risvolti differenti:
Finale buono: Jonathan ed Elisabeth restano al castello con Vecchia Bridget che li nutre con il suo sangue, fino a quando Jonathan non riuscirà a trovare una cura per l'influenza spagnola.
Finale molto buono: Jonathan ed Elisabeth decidono di andare a vivere insieme isolati dal resto del mondo e astenendosi dal nutrirsi, finché Jonathan non avrà trovato una cura per purificare il sangue dell'amata.
Finale cattivo: Elisabeth si dà alle fiamme, non riuscendo a sopportare di essere stata la portatrice sana nell'esperimento di Swansea, con Jonathan che la guarda bruciare impotente.
Finale molto cattivo: L'ormai cinico Jonathan osserva Elisabeth bruciare, per poi vagare per l'Europa e continuare a uccidere civili per le strade per saziare la sua perenne sete di sangue.

## Modalità di gioco
Il gioco è ambientato esclusivamente nella città di Londra, rendendo il gioco un open world. La mappa di gioco è divisa in quattro quartieri. Il giocatore potrà utilizzare anche armi nei combattimenti oppure sfruttare i poteri di vampiro di Jonathan. Inoltre si può decidere se uccidere persone o no e le scelte compiute dal giocatore influenzeranno gli eventi futuri come ad esempio la distruzione di un quartiere. Man mano che si acquisisce esperienza si potrà salire di livello acquisendo nuove abilità e combo.
Reid può trasformare alcune persone in vampiri e se uccide qualcuno avrà delle conseguenze in futuro. Ogni personaggio ha un passato e una storia e Reid ha la possibilità di relazionarsi con ognuno di loro e in base alle sue scelte cambieranno anche eventi futuri. Reid ha l'abilità di ipnotizzare le persone per costringerle a farsi dire informazioni o a portarle in zone nascoste per ucciderle senza problemi.
La città di Londra è abitata da diverse fazioni di vampiri che variano a zona: i vampiri aristocratici sono chiamati Ekon, i vampiri abitanti delle fogne si chiamano Skals, i Vulkod sono vampiri che posseggono un aspetto simile a quello dei licantropi, i Nemrod sono vampiri che cacciano altri vampiri. Esiste anche un'organizzazione segreta di cacciatori di vampiri chiamata Guardia di Priwen.
All'interno dell'universo di gioco sono presenti differenti specie di vampiri, dalle diverse caratteristiche fisiche e comportamentali.
La trasformazione in vampiro stravolge l'intera struttura biofisica del corpo umano, tramutando l'individuo in una creatura forte e agile e in grado di sfruttare il proprio sangue e i poteri sovrannaturali per i combattimenti. Il vampiro è dotato di un fattore rigenerante che gli permette di guarire da ferite che, per un comune essere umano, sarebbero mortali.
Tuttavia, un vampiro non è invulnerabile: esso non può esporsi ai raggi solari o questi ultimi lo ustionerebbero; sostanze come l'aglio e l'oricalco hanno degli effetti altamente nocivi sull'organismo del vampiro. Quest'ultimo prova una costante sete di sangue, anche se tale impulso risulta essere una dipendenza anziché un vero mezzo di sostentamento, in quanto alcuni vampiri riescono a sopravvivere per secoli senza bere sangue - nonostante l'eccessiva astensione dal nutrimento li renda deboli e ferali.
La nascita di un vampiro avviene quando uno di essi dona il proprio sangue ad un essere umano, il quale, dopo averlo bevuto, morirà per poi rinascere come vampiro. La creatura generata viene definita "progenie" del suo "creatore". Tuttavia, se l'umano prescelto è fisicamente troppo debole per sostenere la trasformazione, morirà senza la possibilità di rinascere; viceversa se il vampiro non appartiene ad una stirpe potente, non sarà in grado di generare un altro suo simile, bensì un essere deforme che prende il nome di Skal.

## Distribuzione
Dopo un problema tecnico che lo ha ritardato dalla data di lancio originale (novembre 2017), Vampyr è stato riprogrammato per essere pubblicato per Microsoft Windows, PlayStation 4 e Xbox One nel primo o secondo trimestre del 2018. Una serie di video di quattro episodi è stata pubblicata a partire da gennaio 2018. Il quarto episodio della serie rivelò che Vampyr sarebbe stato distribuito il 5 giugno 2018. Coloro che preordinano il gioco avranno accesso al contenuto scaricabile bonus chiamato "I cimeli dei cacciatori", che contiene un'esclusiva spada chiamata Dragonsbane, una pistola di nome Barker, e un abito da medico scuro.
Se preordinato attraverso selezionati rivenditori in Europa e in Australia, è inclusa una registrazione fonografica della colonna sonora. Nel maggio 2018, Dontnod ha confermato che Vampyr non avrebbe utilizzato Denuvo, una tecnologia anti-manomissione criticata per le prestazioni dannose del computer.

## Accoglienza
Al suo lancio nel Regno Unito, Germania e Francia è stato il videogioco più venduto, mentre in Italia si è classificato al secondo posto dopo FIFA 18. Un mese dopo il suo rilascio ha venduto 450 000 copie in tutto il mondo. Nell'aprile 2019 il videogioco ha ufficialmente venduto 1 milione di copie.

## Altri media
Nell'agosto 2018 la società Fox 21 Television Studios ha annunciato di aver acquistato i diritti per produrre una serie televisiva basata sul videogioco. Al progetto erano stati associati i nomi dei produttori esecutivi Mary Viola, Corey Marsh, Dmitri Johnson e Stephan Bugaj.